# Дячкинське сільське поселення
Дячкинське сільське поселення — муніципальне утворення у Тарасовському районі Ростовської області. 
Адміністративний центр поселення — слобода Дячкино.
Населення - 2544 осіб (2010 рік).

## Географія
Дячкинське сільське поселення розташоване на півдні центральної частини Тарасовського району, південніше Тарасовського селища, у долині річки Глибока.
У сільському поселенні розташовані: 
- балки: Моховата, Русська, Босовська, Сметаникова, Фокіна;
- нежитлові поселення: Карпо-Руський, Архиповка, Новоолександровка, Отаманський;
- курган Заповідний;
- залізничні зупинні пункти: Дяткино, 985 км.

З півночі на південь тут проходить автомагістраль М-4 Москва-Новоросійськ.

## Історія
Дячкинське сільське поселення в якості муніципального утворення Тарасівської району Ростовської області було утворена 1 січня 2006 року з Дячкинської сільради.
Основною галуззю економіки Дячинського сільського поселення є сільське господарство: станом на 2017 рік, на території даного муніципального утворення здійснюють свою діяльність 27 сільськогосподарських підприємств.
Місцеве населення на даний момент відчуває незручності через недостатньо якісну питну воду.

### Слобода Дячкино
Слобода створена приблизно 1752 року. У 1763 року на хуторі старшини Андрія Дячкіна над Глибокою річкою мешкало 62 українці чоловічої статі. Зі сповідних розписів за 1767 рік у приході Покровської церкви Каменської станиці на хуторі старшини Андрія Дячкіна було 12 дворів з українцями чоловічої статі 37 осіб й жіночої - 18 осіб.

### Хутір Біляєвка
Хутір Біляєвка - на лівому березі Глибокої річки. На 1964 існують Біляєвка Перша, Біляєвка Друга й Біляєвка Третя у 3, 4 й 6 км від хутору Дячкино відповідно.

### Хутір Василівка
Хутір Василівка над Глибокою рікою з 16 дворами згадується за 1866 рік.

### Роз'їзд Дяткино
Роз'їзд Дяткіно - ймовірно, заснований разом з залізницею Вороніж-Ростів перед 1872 роком, хоча за списками 1875 й 1897 років як населений пункт не значиться.

### Хутір Каюковка
Хутір Каюковка над річкою Глибока на правій стороні почали населяти у 1858-1859 роках, проте у списку 1859 року він не значиться. Ймовірно, хутір Каюків засновано у 1863-1865 роках, про що відомо з господарської справи Митякинської станиці за 1865 рік. У списку 1866 року вже значиться хутір.

### Селище Мале Полісся
Селище Мале Полісся побудовано разом з птахофабрикою «Зоря», на якій працювали до половини мешканців селища.

### Хутір Мокроталовка
Хутір Мокроталовка уперше згадується за 1 жовтня 1922 року у Тарасівській волості.

### Хутір Перше Мая
Хутір Перше Мая згадується за 1964 рік у складі Туроверово-Розсошанської сільської ради у 14 км від Ново-Миколаївки (сучасна Розсош).

## Соціальна сфера
В слободі Дячкино розташована Дячкинська центральна бібліотека й будинок культури.

## Адміністративний устрій
До складу Дячкинського сільського поселення входять:
- слобода Дячкино - 1014 осіб (2010 рік);
- хутір Біляєвка - 28 осіб (2010 рік);
- хутір Васильєвка - 677 осіб (2010 рік);
- роз'їзд Дяткино - 0 осіб (2010 рік);
- хутір Каюковка - 443 особи (2010 рік);
- селище Мале Полісся - 288 осіб (2010 рік), за РРФСР - 4-те відділення радгоспу "Степовий";
- хутір Мокроталовка - 46 осіб (2010 рік);
- хутір Перше Мая - 58 осіб (2010 рік).